# Lijst van alumni van de Gerrit Rietveld Academie
Dit is een lijst van alumni van de Gerrit Rietveld Academie (tussen 1924 en 1968 bekend als Instituut voor Kunstnijverheidsonderwijs),  waarover een artikel in de Nederlandstalige Wikipedia staat.

## A
- Hans Abbing
- Bas Jan Ader
- Johan Adriaenssen
- Nelleke Allersma
- Greet van Amstel
- Hans Appenzeller

## B
- Elly Baltus
- Cees Bantzinger
- Maria Barnas
- Ben van Berkel
- Willem Berkhemer
- Dinie Besems
- Fioen Blaisse
- Rhonald Blommestijn
- Melanie Bonajo
- Phil Bloom
- Paul Bodoni
- Jet Boeke
- Maze de Boer
- Ben Bos
- Willem Bouter
- Jan des Bouvrie
- Mecky van den Brink
- Frans Buissink
- Koos Buster

## C
- Jules Chin A Foeng
- Joost Conijn
- Wim Crouwel

## D
- Avantia Damberg
- Charlotte Dematons
- Co Derr
- Hans Deuss
- Nova van Dijk
- Robbert Dijkgraaf
- Rineke Dijkstra
- Sikke Doele
- Jacomijn van der Donk

## E
- Iris Eichenberg
- Ger van Elk

## F
- Flip Fermin

## G
- Frans Gerritsen
- Mieke Gerritzen
- Marijke de Goey
- Marco Goldenbeld
- Rebecca Gomperts
- Araun Gordijn
- Willemijn de Greef

## H
- Irene ter Haar
- Gésine Hackenberg
- Annemarie van Haeringen
- Henk Hage
- Annet Haring
- Folly Hemrica
- Marianne van den Heuvel
- Henk Hofstede

## I
- Boudewijn Ietswaart
- Percy Irausquin

## J
- Gerrit de Jager
- Tom Janssen
- Rian de Jong
- Hella de Jonge
- Remy Jungerman

## K
- David van Kampen
- Marjon Keller
- Eva van Kempen
- Natasja Kensmil
- Beppe Kessler
- Peter Klashorst
- Micha Klein
- Jo Klingers
- Job Koelewijn
- Jeroen Kooijmans
- Renée Kool
- Maria ten Kortenaar
- Jan Korthals
- Jasper Krabbé

## L
- Guillaume Le Roy
- Felieke van der Leest
- Wietske van Leeuwen
- Noni Lichtveld
- Dana Lixenberg
- Guillaume Lo-A-Njoe
- Fay Lovsky
- Inez van Lamsweerde

## M
- Peter Marcuse
- Lous Martin
- Philip Mechanicus
- Minke Menalda
- Martin Mol
- Els Moors
- Wout Muller
- Charlotte Mutsaers

## N
- Arthur Nieuwenhuijs
- Evert Nijland
- Saskia Noorman-den Uyl
- Ted Noten
- Richard Niessen

## O
- Kees Okx
- Bas Oudt
- Diana Ozon

## P
- Ruudt Peters
- Han Pieck
- Lidia Postma
- Gerard Prent
- Katja Prins
- Carla van de Puttelaar
- Uli Rapp

## R
- Nelly van Ree Bernard
- Adriaan Rees
- Nono Reinhold
- Cornelius Rogge
- Michiel Romeyn
- Willem de Rooij
- Onno de Ruijter

## S
- Julia dos Santos Baptista
- Lucy Sarneel
- Alexander Schabracq
- Anneke Schat
- Mart van Schijndel
- Wim T. Schippers
- Rob Scholte
- Marius Schrader
- Vera Schrader
- Rob Schröder
- Atie Siegenbeek van Heukelom
- Harry N. Sierman
- Freek Simon
- Ewald Spieker
- Anky Spoelstra
- Jos Stam
- Dagmar Stam
- Frank Starik
- Steen
- Wim Stevenhagen
- Jerome Symons

## T
- Arie Teeuwisse
- Terhi Tolvanen
- Dick Tuinder

## U
- Gerard Unger

## V
- Truike Verdegaal
- Karien Vervoort
- Renate Vincken
- Barbara Visser
- Martine Vlieger

## W
- Charlotte van der Waals
- Alex van Warmerdam
- Bob Wesdorp
- Koen Wessing
- Lam de Wolf

## Z
- Chiel van Zelst
- Lucy Zom